# دورک (ترکیه)
دورک (به ترکی استانبولی: Devrek) شهری است در کشور ترکیه که در استان زنگولداغ واقع شده‌است. جمعیت این شهر بر اساس سرشماری سال ۲۰۰۸ میلادی ۲۳٬۶۵۴ نفر و بر اساس برآوردهای سال ۲۰۰۹ میلادی ۲۱٬۸۴۵نفر می‌باشد.